# Gaïa (roman)
 (juillet 2018).
Si vous disposez d'ouvrages ou d'articles de référence ou si vous connaissez des sites web de qualité traitant du thème abordé ici, merci de compléter l'article en donnant les références utiles à sa vérifiabilité et en les liant à la section « Notes et références ».
Gaïa  est un roman de science-fiction éco-thriller post-apocalyptique écrit par Yannick Monget et paru en 2012.

## Thème
Le titre du roman fait référence à l'hypothèse Gaïa, une intelligence supérieure étendue au niveau de la Terre prend le pas sur l'humanité.

## Les personnages
- Alexandre Grant est un milliardaire américain dirigeant une holding opérant dans l'exploitation de la forêt tropicale et dans les biotechnologies.
- Anne Cendrars est une biologiste française, intervenant en Amazonie au sein d'une petite équipe de scientifiques étudiant la biodiversité.
- Le colonel Miller est responsable d'un centre de confinement contre les risques biologiques situé à Paris.

## Résumé
Alexandre  Grant, milliardaire, propriétaire d'une concession forestière en Amazonie est pris à partie sur son exploitation par Anne Cendrars, biologiste française défendant la préservation de la biodiversité. Pressé par son agenda, Grant retourne aux États-Unis et se rend ensuite en France dans son jet privé. Au cours du trajet, les autorités militaires l'avertissent d'une épidémie mortelle fulgurante en Amazonie et décident de la mise en quarantaine des personnes potentiellement contaminée dans un centre de confinement biologique souterrain en région parisienne. Grant y retrouve Anne  Cendrars et d'autres scientifiques qui étaient présents en Amazonie.
En plus de cette épidémie d'autres événements cataclysmiques surviennentː des éruptions solaires qui provoquent la perte des satellites de communication, et un développement exubérant de la végétation et des inondations consécutives au réchauffement climatique. Confiné dans leur abri souterrain, les scientifiques conjecturent sur l'origine de ces fléaux qui provoquent de nombreuses victimes. L'hypothèse Gaïa ou une contamination extraterrestre sont évoqués, mais la perte des moyens de communication avec l'extérieur et la virulence des attaques biologiques empêchent de déterminer l'origine de ces cataclysmes. Après plusieurs semaines et la perte de tout contact avec l'extérieur, les militaires et scientifiques parviennent à s'échapper du centre souterrain. À la surface ils trouvent un monde ravagé par les inondations, déserté par les humains et envahi par la végétation.